# Кук, Джеймс

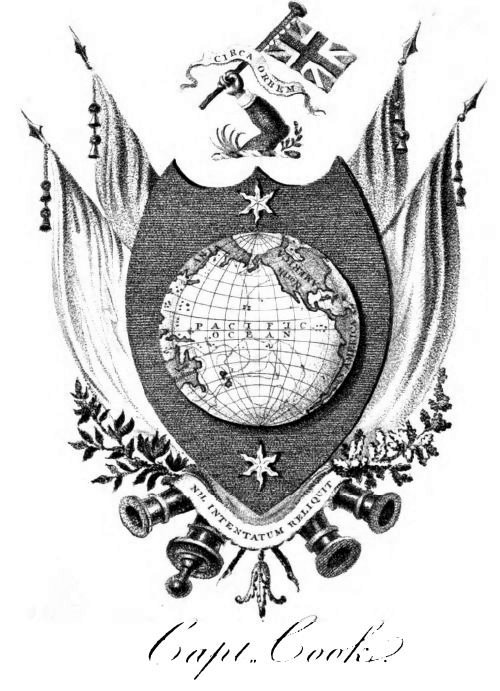
Экслибрис баронета Джеймса Кука

Джеймс Кук (англ. James Cook; 27 октября [7 ноября] 1728, Мартон, Йоркшир, Англия — 14 февраля 1779, остров Гавайи) — британский военный моряк, путешественник-исследователь, картограф и первооткрыватель, член Королевского общества (1776) и капитан Королевских ВМС. Возглавлял три кругосветные экспедиции по исследованию Мирового океана (в 1768—1771, 1772—1775 и 1776—1779 годах). Во время этих экспедиций Кук совершил ряд географических открытий; он обследовал и нанёс на карту малоизвестные и редко посещаемые до него части Ньюфаундленда и восточного побережья Канады, Австралии, Новой Зеландии, западного побережья Северной Америки, Тихого, Индийского и Атлантического океанов. Благодаря тому вниманию, которое Кук уделял картографии, многие из составленных им карт по своей точности и аккуратности не имели соответствий на протяжении многих десятилетий и служили мореплавателям вплоть до второй половины XIX века.
Кук был известен своим дружеским отношением к коренным жителям посещаемых им территорий. Он совершил своеобразную революцию в мореплавании, научившись успешно бороться с опасной и широко распространённой в то время болезнью — цингой. Смертность от неё во время его плаваний была сведена почти к нулю. В его плаваниях принимала участие целая плеяда знаменитых мореплавателей и исследователей, таких как Джозеф Бэнкс, Уильям Блай, Джордж Ванкувер, Иоганн Рейнгольд и Георг Форстер.
С его смертью связывают и окончание эпохи Великих географических открытий, объясняя это «непоседливостью генов». Исследователь Гананат Обейесекере указывает на Кука как на очень важного человека европейского Просвещения.

## Биография

### Детство и юность
Джеймс Кук родился 27 октября 1728 года в городе Мартон-ин-Кливленд (ныне — графство Саут-Йоркшир), в семье бедного шотландского батрака. В 1736 году его семья переехала в деревню Грейт Айтон, где Кука отдали в местную школу (превращённую ныне в музей). После пяти лет учёбы Джеймс Кук начал работать на ферме под началом своего отца, получившего к тому времени должность управляющего. 

### Начало карьеры
Кук начал карьеру моряка простым юнгой на торговом бриге-угольщике «Геркулес», принадлежавшем судовладельцам Джону и Генри Уокерам, на маршруте Лондон — Ньюкасл. Через два года он был переведён на другой корабль Уокеров — «Три брата».
Известно свидетельство друзей Уокеров того, как много времени Кук проводил за книгами. Свободное от работы время он посвящал изучению географии, навигации, математики, астрономии; его также интересовали описания морских экспедиций. Известно, что Кук оставил Уокеров на два года, которые провёл на Балтике и у восточного побережья Англии, однако вернулся по просьбе братьев помощником капитана на «Френдшип».
Через три года, в 1755 году, Уокеры предложили ему принять командование над «Френдшипом», однако Кук отказался. Вместо этого, 17 июня 1755 года он записался матросом в Королевский военно-морской флот и спустя 8 дней получил назначение на 60-пушечный корабль «Игл». Этот факт в его биографии приводит в недоумение некоторых исследователей — неизвестны причины, по которым Кук предпочёл тяжёлый матросский труд капитанской должности в торговом флоте. Уже через месяц после поступления, однако, Кук стал боцманом.
Вскоре началась Семилетняя война (1756 год). «Игл» участвовал в блокаде побережья Франции. Известно также, что в мае 1757 года у острова Уэсан «Игл» вступил в бой с французским кораблём «Герцог Аквитанский» (водоизмещение 1500 тонн, 50 пушек). В ходе преследования и боя «Герцог Аквитанский» был захвачен. «Игл» в том бою получил повреждения и был вынужден уйти на ремонт в Англию.
По достижении двухлетнего стажа, в 1757 году Джеймс Кук успешно выдержал экзамен на мастера (англ. Sailing Master), а 27 октября получил назначение на корабль «Солебей» под командованием капитана Крейга. Куку было в это время двадцать девять лет. С началом Семилетней войны он был назначен на 60-пушечный корабль «Пемброк». «Пемброк» участвовал в блокаде Бискайского залива, затем в феврале 1758 года был отправлен к североамериканскому побережью (Канада).
Перед Куком была поставлена важнейшая задача, имевшая ключевое значение для взятия Квебека, — обставить фарватер участка реки Святого Лаврентия, чтобы британские корабли могли пройти до Квебека. Она включала в себя не только нанесение фарватера на карту, но и обозначение судоходных участков реки буями. С одной стороны, в силу чрезвычайной сложности фарватера, объём работы был очень велик, с другой — работать приходилось по ночам, под обстрелом французской артиллерии, отбивая ночные контратаки, восстанавливая буи, которые французы успевали уничтожить. Успешно выполненная работа обогатила Кука картографическим опытом, а также явилась одной из основных причин, по которым Адмиралтейство в конечном итоге остановило свой исторический выбор именно на нём. Квебек был осаждён, затем взят. Кук непосредственно в боевых действиях участия не принимал. После взятия Квебека он был переведён мастером на флагманский корабль «Нортумберленд», что можно расценить как профессиональное поощрение. По приказу адмирала Колвилла, Кук продолжал картографирование реки Святого Лаврентия до 1762 года. Карты Кука были рекомендованы адмиралом Колвиллом к публикации и были выставлены в Североамериканской лоции 1765 года. В Англию Кук вернулся в ноябре 1762 года.
Вскоре после возвращения из Канады, 21 декабря 1762 года, Кук женился на Элизабет Баттс. У них было шестеро детей: Джеймс (1763—1794), Натаниэль (1764—1781), Элизабет (1767—1771), Джозеф (1768—1768), Джордж (1772—1772) и Хью (1776—1793). Семья проживала в лондонском Ист-Энде. О жизни Элизабет после смерти Кука известно мало. Она прожила после его смерти ещё 56 лет и умерла в декабре 1835 года в возрасте 93 лет.

### Первое кругосветное плавание (1768—1771 годы)

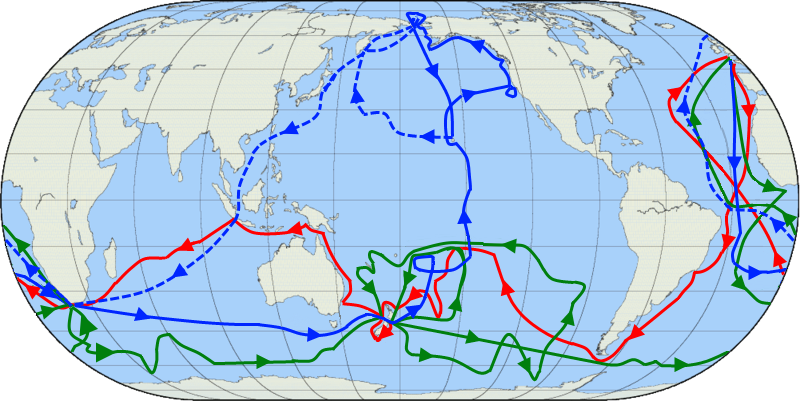
', ' и ' экспедиции Кука

#### Цели экспедиции
Официальной целью экспедиции было исследование прохождения Венеры через диск Солнца, однако в тайных приказах, полученных Куком, ему предписывалось незамедлительно после завершения астрономических наблюдений отправляться в южные широты на поиски так называемого «Южного материка» (известного как «Terra Incognita» „Неведомая земля“). Целью экспедиции также было картографирование берегов Австралии, — особенно её восточное побережье, которое совершенно не было исследовано.

#### Состав экспедиции
Можно выделить следующие причины, которые повлияли на выбор Адмиралтейства в пользу Кука:
1. Он был моряком, и следовательно подчинялся Адмиралтейству, которому в качестве начальника экспедиции нужен был свой человек. Именно по этой причине Александер Далримпл, также претендующий на это звание, был невыгоден Адмиралтейству.
2. Он был не просто моряком, а моряком опытным.
3. Даже среди опытных моряков Кук выделялся обширными познаниями и опытом в картографии и навигации, о чём свидетельствовала успешно проведённая работа по измерению фарватера реки Св. Лаврентия. Опыт этот был подтверждён непосредственно действующим адмиралом (Колвиллом), который, рекомендуя работы Кука к публикации, описал его следующим образом: «Зная по опыту одарённость мистера Кука и его способности, я считаю его достаточно квалифицированным для работы, которую он выполнил, и для крупнейших предприятий того же рода»[11]

Для экспедиции был выделен «Индевор» — небольшое судно, принадлежащее к классу так называемых «угольщиков» (названных так из-за того, что корабли этого класса в основном использовались для перевозки угля), с характерно малой осадкой, переоборудованное специально для экспедиции.
Ботаниками были Даниэль Соландер и Джозеф Банкс, член Королевского общества и будущий его президент, который был к тому же очень состоятельным человеком. Художники — Александр Бьюкен и Сидней Паркинсон. Астроном Грин должен был вместе с Куком проводить наблюдения. Судовым врачом был доктор Монкгауз.

#### Ход экспедиции

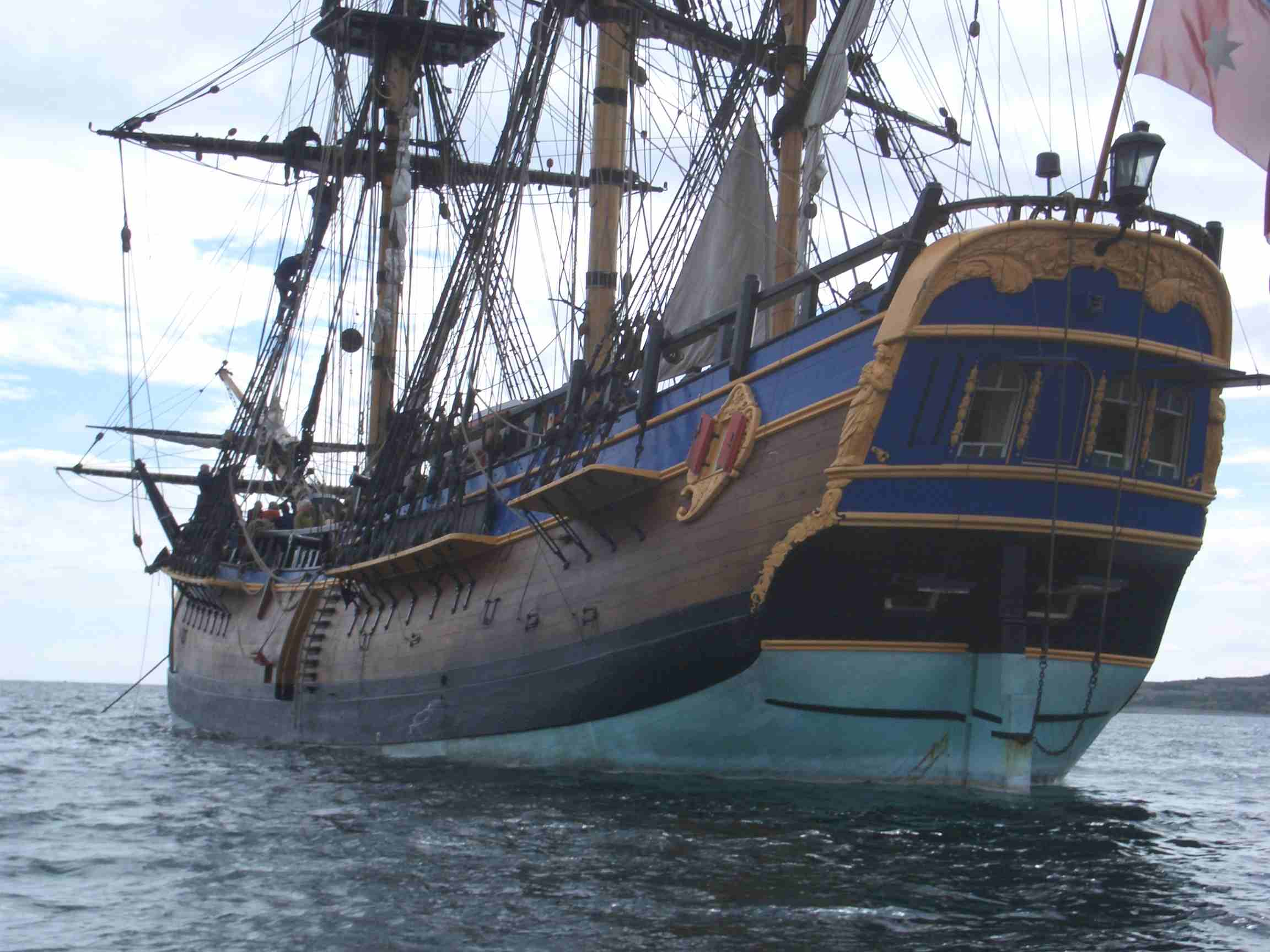
Реконструкция «Индевора»

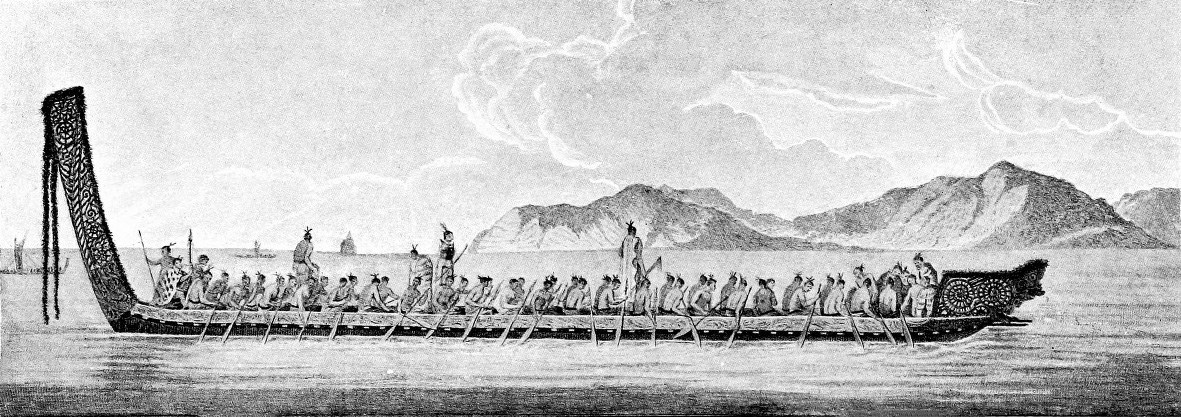
Изображение новозеландского Военное каноэ из журнала Кука, 1769 год, автор неизвестен

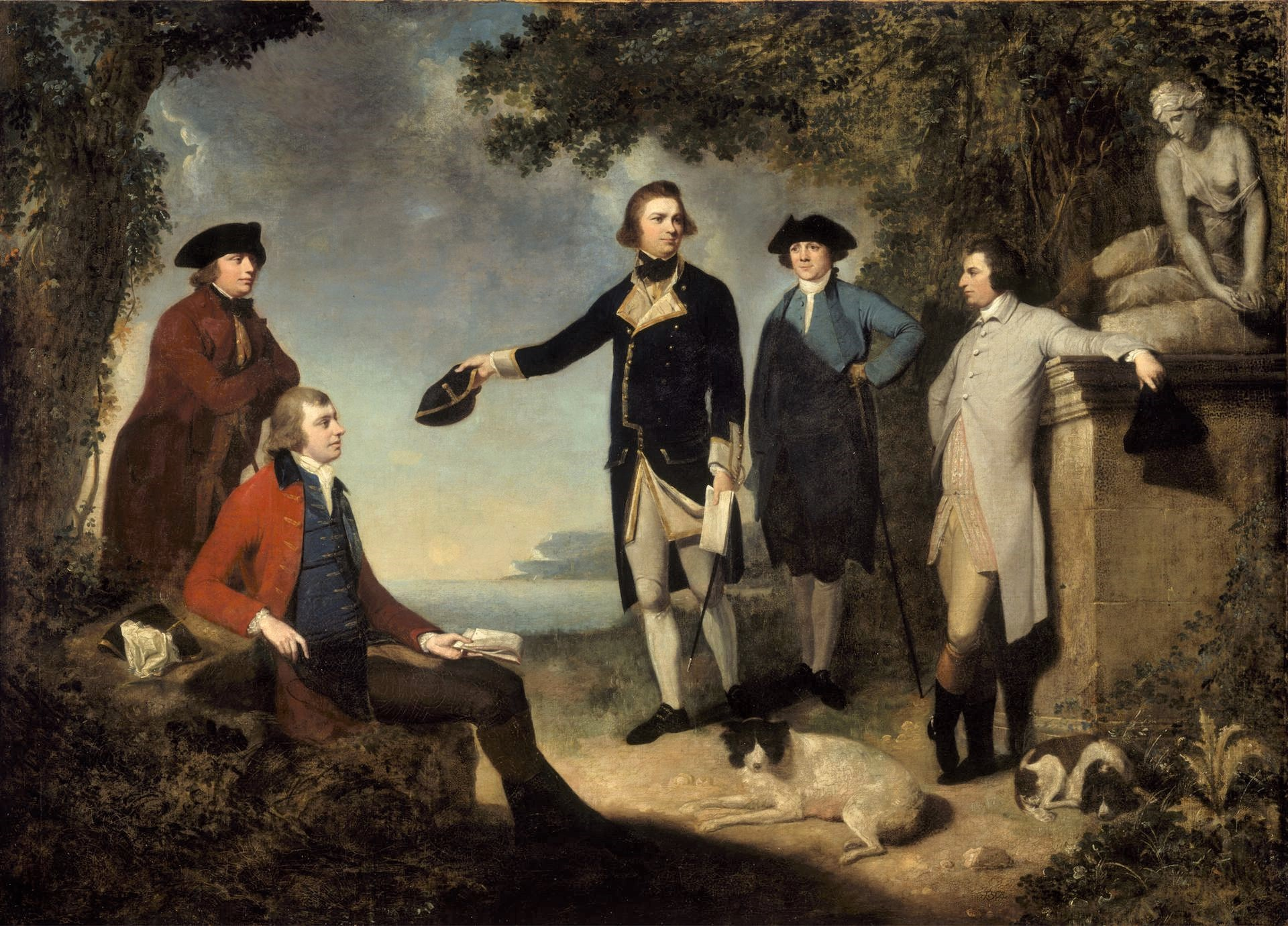
Слева направо: Дэниэль Соландер, Джозеф Банкс, Джеймс Кук, Джон Хоксфорд и лорд Сэндвич. Картина. Автор — Джон Гамильтон Мортимер, 1771

26 августа 1768 года «Индевор» вышел из Плимута и 10 апреля 1769 года достиг берегов Таити. Выполняя приказы Адмиралтейства, предписывающие «всеми средствами поддерживать дружбу с туземцами», Кук установил строгую дисциплину в общении членов экспедиции и команды корабля с аборигенами. Строго запрещалось вступать в конфликты с местными жителями, применять насилие. Имевшиеся случаи нарушения этого приказа строго карались. Свежие продукты для экспедиции добывались путём обмена на европейские товары. Подобное поведение англичан, пусть и продиктованное сугубо прагматическими соображениями (возбуждать излишнюю ненависть к себе было просто невыгодно), являлось по тем временам крайне необычным: европейцы, как правило, достигали своих целей с применением насилия, грабя и убивая аборигенов (были также случаи беспричинных убийств). Миролюбивая политика, однако, дала свои плоды — с островитянами удалось установить хорошие отношения, без чего наблюдение за Венерой значительно затруднилось бы.
С целью обеспечения контроля над побережьем, где должны были проводиться наблюдения, был сооружён форт, окружённый с трёх сторон валом, местами — частоколом и рвом, защищённый двумя пушками и шестью фальконетами, с гарнизоном из 45 человек. Утром 2 мая обнаружилось, что единственный квадрант, без которого проведение эксперимента было невозможно, был украден. К вечеру того же дня квадрант удалось найти.
С 7 по 9 июня команда была занята кренгованием корабля. 9 июля, незадолго до отплытия, дезертировали солдаты морской пехоты Клемент Уэбб и Сэмюэл Гибсон. Натолкнувшись на нежелание островитян поспособствовать поимке дезертиров, Кук захватил в заложники всех наиболее значимых вождей округи и выдвинул в качестве условия их освобождения возвращение беглецов. Вожди были отпущены, когда при помощи местных жителей солдат удалось вернуть на корабль.
После проведения астрономических наблюдений Кук направился к берегам Новой Зеландии, взяв с собой местного вождя по имени Тупия, который хорошо знал близлежащие острова и, кроме того, мог служить переводчиком, и его слугу Тиату. С аборигенами Новой Зеландии, несмотря на подчёркнутое миролюбие англичан, не удалось установить хороших отношений. Экспедиции пришлось участвовать в нескольких стычках, в ходе которых новозеландцы понесли некоторые потери.
Продолжая двигаться вдоль западного берега, Кук нашёл бухту, очень удобную для якорной стоянки. В этой бухте, названной им заливом Королевы Шарлотты, «Индевор» встал на ремонт: корабль вытащили на берег и заново проконопатили. Здесь же, на берегу залива Королевы Шарлотты, было сделано открытие — поднявшись на возвышенность, Кук разглядел пролив, разделяющий Новую Зеландию на два острова. Этот пролив был назван его именем (пролив Кука, или Куков пролив).

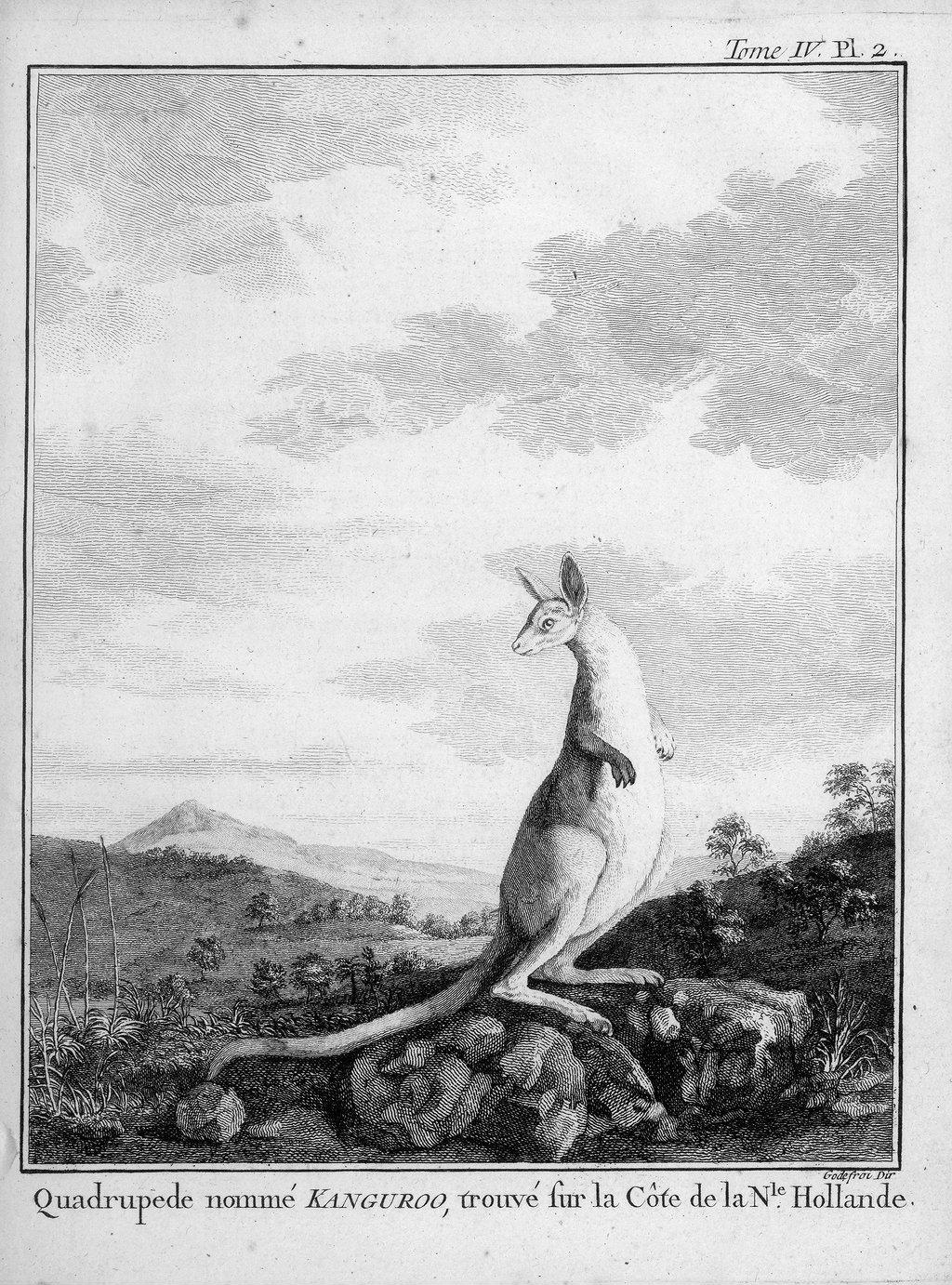
Изображение кенгуру из иллюстраций к журналу плавания на «Индеворе»

В апреле 1770 года Кук подошёл к восточному берегу Австралии. На берегу залива, в водах которого остановился «Индевор», экспедиции удалось найти много неизвестных ранее видов растений, поэтому Кук назвал этот залив Ботаническим. Из Ботанического залива Кук направился на северо-запад вдоль восточного побережья Австралии.
11 июня корабль сел на мель, сильно повредив обшивку. Благодаря приливу и принятым мерам по облегчению корабля (были выброшены за борт запасные части такелажа, балласт и пушки) «Индевор» удалось снять с мели, однако через повреждённую бортовую обшивку корабль стало быстро заливать водой. Чтобы пресечь поток воды под пробоину была подведена парусина, и таким образом поступление забортной воды удалось снизить до приемлемого уровня. Тем не менее «Индевор» сильно нуждался ремонте, поскольку в нынешнем положении для удержания корабля в плавучем состоянии требовалась бесперебойная работа помповых установок, не говоря уже о том, что продолжать плавание с огромной дырой в борту, едва прикрытой парусом, было просто опасно. Кук приступил к поиску места, где можно было бы безопасно встать на ремонт. Через 6 дней такое место было найдено; «Индевор» был вытащен на берег, пробоины заделаны. Вскоре выяснилось, что корабль отрезан от моря Большим Барьерным рифом; таким образом экспедиция оказалась заперта в узкой полосе воды между австралийским берегом и рифом, усеянной мелями и подводными скалами.
Огибая Риф, пришлось пройти на север 360 миль. Двигаться приходилось медленно, постоянно бросая лот, из трюма приходилось без остановки откачивать поступающую воду. К тому же люди на корабле начали заболевать цингой. Несмотря на всё, Кук продолжал следовать этим путём, не обращая внимание на бреши, время от времени возникающие в сплошной стене Рифа. Дело в том, что побережье, постепенно отдалявшееся от Большого Барьерного рифа, однажды могло оказаться недоступным для наблюдения из открытого моря, что совершенно не устраивало Кука, желавшего держать австралийский берег перед глазами. Эта настойчивость принесла плоды: продолжая следовать между Рифом и берегом, Кук наткнулся на пролив между Новой Гвинеей и Австралией (в то время не знали, является ли Новая Гвинея островом или частью австралийского материка).
Кук направил корабль через этот пролив в Батавию (старое название Джакарты). В Индонезии на корабль проникла малярия. В Батавии, куда «Индевор» пришёл в начале января, болезнь приняла характер эпидемии. Жертвами малярии стали также Тупиа и Тиату. Корабль был немедленно поставлен на ремонт, сразу же по окончании которого Кук покинул Батавию с её нездоровым климатом. Люди, однако, продолжали умирать.
На острове Панайтан к малярии добавилась дизентерия, ставшая с этого времени основной причиной смертельных исходов. Когда 14 марта «Индевор» входил в порт Кейптауна, на корабле оставалось 12 человек, способных работать. Потери в личном составе были чрезвычайно велики: только на пути из Батавии до Кейптауна погибли 22 члена команды (главным образом от дизентерии), а также несколько штатских, в числе которых был и астроном Грин. Чтобы сделать возможным дальнейшее плавание, команда была доукомплектована. 12 июля 1771 года экспедиция вернулась в Англию.

#### Результаты первой экспедиции
Основная заявленная цель — наблюдение прохождения Венеры через диск Солнца — была достигнута, и итоги эксперимента, несмотря на неточности измерений, вызванной несовершенством оборудования того времени, были использованы впоследствии (в совокупности с ещё четырьмя подобными наблюдениями с других точек планеты) для вполне точного расчёта расстояния от Земли до Солнца.
Вторая задача — открытие «Южного материка» — не была выполнена, и, как теперь известно, не могла быть выполненной Куком во время первого плавания.
Экспедиция также доказала, что Новая Зеландия — это два самостоятельных острова, разделённые узким проливом (проливом Кука), а не часть неизвестного материка, как было принято считать ранее. Удалось нанести на карту несколько сотен миль восточного побережья Австралии, до того времени совершенно не исследованного. Был открыт пролив между Австралией и Новой Гвинеей. Ботаники собрали большую коллекцию биологических образцов.
Сам Кук после возвращения на родину был произведён в капитаны 1-го ранга (Captain).

### Второе кругосветное плавание (1772—1775 годы)

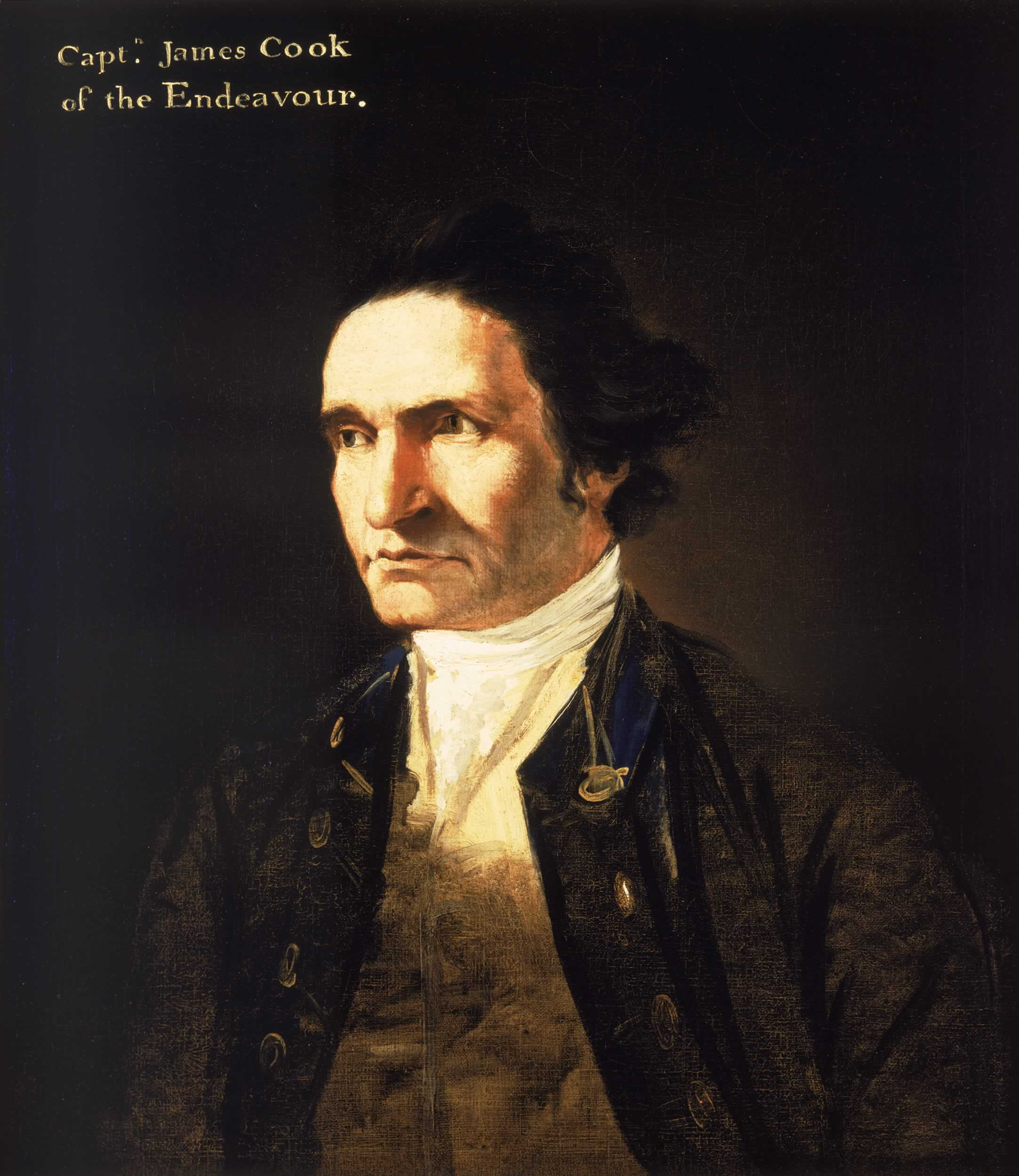
Портрет Джеймса Кука работы Уильяма Ходжеса, который сопровождал Кука во время его второго кругосветного плавания

В 1772 году Адмиралтейство приступило к подготовке ко второй экспедиции в Тихий океан.

#### Цели экспедиции
Вторая экспедиция Кука (1772—1775) была связана с географическими и политическими проблемами, поставленными на повестку дня на начальном этапе европейской экспансии в моря южного полушария. Французы в это время проявляли большую активность в южных морях. По крайней мере, четыре французские экспедиции были посланы в конце шестидесятых годов на поиски Южного материка. Они связаны с именами Бугенвиля, Сюрвиля, Мариона-Дюфрена, Кергелена. Инициатива исходила, в том числе, от французской Ост-Индской компании: именно она снарядила экспедицию Сюрвиля, а в первой половине XVIII века — экспедицию Буве, о которой упоминает Кук. Об итогах этих французских экспедиций (кроме экспедиции Бугенвиля) в Лондоне ещё не знали, что добавляло беспокойства. Решено было послать два корабля (французы посылали по 2—3 корабля вместе) и поставить во главе новой экспедиции капитана Кука, успехи которого произвели огромное впечатление в Англии. Адмиралтейство так спешило с этим делом, что Куку дали после составления им подробного отчёта о первом путешествии только три недели отдыха (в декабре 1771 года) — после трёхлетнего плавания.
Безусловно, Королевское общество также приложило к этому руку — оно считалось полуправительственной организацией и представляло собой мощную силу в обществе; ведущие географы того времени, в особенности Александер Далримпл, продолжали верить в идею большого Южного материка, пригодного для колонизации.
Сам Кук описывает свои инструкции в собственных дневниках так:

3 июля в Плимутском канале «Резолюшн» встретился с «Эдвенчуром». Накануне вечером мы в водах канала имели встречу с лордом Сандвичем. На яхте «Огаста» в сопровождении фрегата «Глори» и шлюпа «Азард» он совершал объезд адмиралтейских верфей.
Мы салютовали ему семнадцатью выстрелами. Лорд Сандвич и сэр Хью Пеллизер посетили «Резолюшн» и дали новое, на этот раз последнее, доказательство своих забот о нашем благополучном отправлении. Они пожелали лично удостовериться, что корабль снаряжён для дальнего плавания в полном соответствии с моими требованиями.
В Плимуте я получил инструкцию, подписанную 25 июня. Эта инструкция вменяла мне в обязанность принять под своё командование «Эдвенчур», немедленно следовать к острову Мадейре, запастись там вином и продолжать путь к мысу Доброй Надежды. Пополнив там наши запасы всем необходимым для дальнейшего плавания, я должен был отправиться к югу в поисках мыса Сирконсисьон, который, по данным Буве, был расположен на 54° ю. ш. и 11°20' в. д.
Обнаружив этот мыс, я обязан был установить, является ли он частью южного материка (о существовании которого издавна вели споры мореплаватели и географы) или же оконечностью сравнительно небольшого острова.
В первом случае новооткрытые земли надлежало обследовать самым детальным образом, имея в виду потребности навигационной практики и торговли и значение подобного рода исследований для науки. Если бы эти земли оказались обитаемыми, я должен был определить численность туземного населения, собрать сведения о характере, нравах и обычаях жителей и вступить с ними в дружественные сношения. Для этой цели необходимо было щедро раздавать подарки и привлекать туземцев к торговым операциям. При всех обстоятельствах следовало относиться к местным жителям заботливо и предупредительно.
Я обязан был приложить все усилия для того, чтобы открыть новые территории на юге, следуя либо в восточном, либо в западном направлении, по моему собственному усмотрению. Нужно было при этом держаться наиболее высоких широт и плыть к южному полюсу до тех пор, пока это позволят наши запасы, состояние здоровья команды и состояние самих кораблей. При любых обстоятельствах необходимо было иметь на борту резервный запас продовольствия, достаточный для благополучного возвращения на родину в Англию.
Во втором случае, если бы мыс Сирконсисьон оказался только частью острова, я должен был точно определить его положение. Затем, найду я его или не найду, я должен был держать курс на юг, пока ещё будут надежды на открытие Южного материка. Тогда я должен был взять курс на восток и обследовать в поисках ещё неоткрытых земель неизведанные части южного полушария.
Плавая в высоких широтах, возможно ближе к южному полюсу, я должен был обойти вокруг земного шара, вернуться к мысу Доброй Надежды, а оттуда следовать в Спидхед.
Я мог, если бы плавание на высоких широтах в неблагоприятное время года оказалось опасным, временно возвратиться в заранее избранный пункт, расположенный севернее, чтобы дать отдых людям и ремонтировать суда. Однако инструкция требовала, чтобы из этого пункта корабли при первой же возможности вновь направились к югу. Если бы «Резолюшн» погиб в пути, плавание следовало продолжать на «Эдвенчуре».
Копию этой инструкции я дал капитану Фюрно для руководства и неукоснительного исполнения.
На случай неожиданного разъединения кораблей я определил пункты для ближайшей и последующих встреч: первая встреча должна была состояться на острове Мадейре, вторая — в Порту-Прайя на острове Сантьягу, третья — на мысе Доброй Надежды, четвёртая — у берегов Новой Зеландии.
Во время нашего пребывания в Плимуте астрономы Уолс и Бейли провели на острове Дрейк наблюдения для сверки корабельных хронометров. Они установили, что остров Дрейк лежит на 50°21’30" с.ш. и 4°20' з.д. Гринвичский меридиан был принят нами как исходный, и от него впоследствии отсчитывались долготы как в восточном, так и в западном полушарии, вплоть до 180°.

#### Состав экспедиции
Главными кандидатами на должность начальника экспедиции были Джеймс Кук и Джозеф Банкс. Известно, что в ходе подготовки к экспедиции между Адмиралтейством и Банксом возникли разногласия, после чего Банкс отказался от участия в экспедиции. Руководителем экспедиции вновь стал Джеймс Кук.
Экспедиции выделили два корабля — «Резолюшн» водоизмещением 462 тонны, которому отводилась роль флагмана, и «Эдвенчур», имевший водоизмещение 350 тонн. Капитаном на «Резолюшн» был сам Кук, на «Эдвенчур» — Тобиас Фюрно. Лейтенантами на «Резолюшн» были: Джон Купер, Ричард Пикерсгилл и Чарльз Клерк.
В экспедиции принимали участие натуралисты Иоганн Рейнхольд и Георг Форстеры (отец и сын), астрономы Уильям Уэллс и Уильям Бэйли, художник Уильям Ходжес.

#### Ход экспедиции

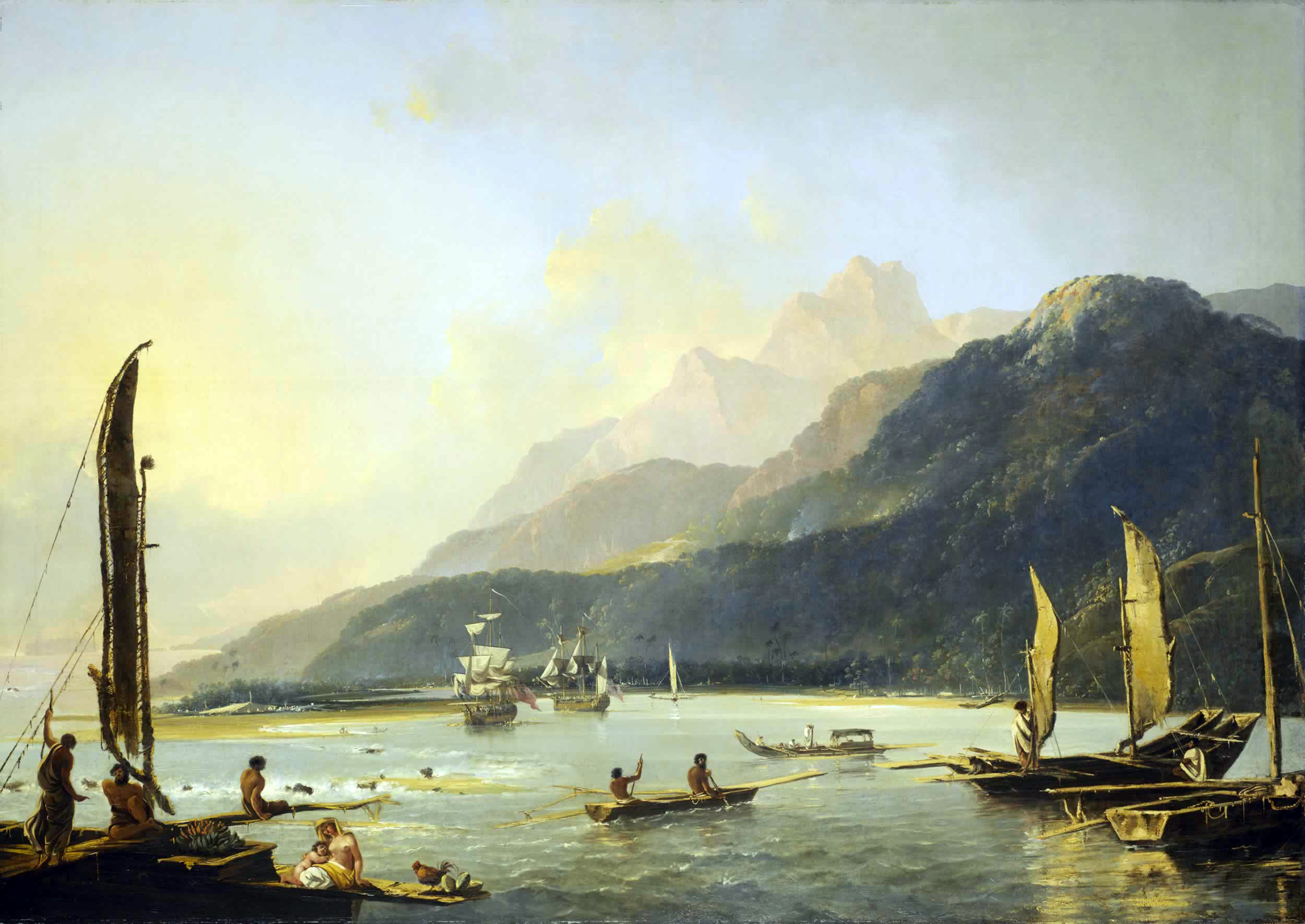
«Резолюшн» и «Эдвенчур» в заливе Матавай (Таити). Картина. Автор: Уильям Ходжес, 1776 г.

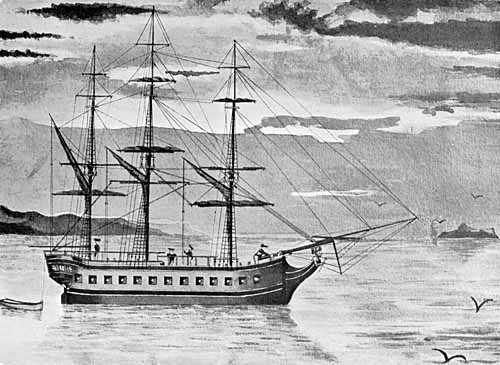
«Резолюшн». Картина. Автор — Джон Мюррэй, 1907 г.

13 июля 1772 года корабли вышли из Плимута. В Кейптауне, куда прибыли 30 октября 1772 года, к экспедиции присоединился ботаник Андерс Спаррман. 22 ноября корабли покинули Кейптаун, взяв курс на юг.
В течение двух недель Кук искал так называемый мыс Обрезания — землю, которую увидел впервые Буве, однако не смог точно определить её координаты. Предположительно, остров находился приблизительно в 1700 милях южнее мыса Доброй Надежды. Поиски ничего не дали, и Кук отправился дальше на юг.
17 января 1773 года корабли пересекли (впервые в истории) Южный полярный круг. 8 февраля 1773 года, во время шторма, корабли оказались вне пределов прямой видимости и потеряли друг друга. Действия капитанов после этого были следующими.
1. Кук в течение трёх дней курсировал, пытаясь найти «Эдвенчур». Поиски оказались безуспешными, и Кук повёл «Резолюшн» курсом на юго-восток до 60-й параллели, затем повернул на восток и оставался на этом курсе вплоть до 17 марта. После этого он взял курс на Новую Зеландию. Шесть недель экспедиция провела на якорной стоянке в заливе Туманный, занимаясь исследованиями этого залива и восстанавливая силы, после чего двинулась в залив Шарлотты — заранее обговоренное на случай потери место встречи.
2. Фюрно двинулся к восточному побережью острова Тасмания с целью установить, является ли Тасмания частью австралийского материка или самостоятельным островом, однако в этом он не преуспел, ошибочно решив, что Тасмания — часть Австралии. Затем Фюрно повёл «Эдвенчур» к месту встречи в залив Шарлотты.

7 июня 1773 года корабли вышли из залива Шарлотты и направились на запад. Во время зимних месяцев Кук хотел заняться исследованием малоизученных районов Тихого океана, прилегающих к Новой Зеландии, однако из-за обострения цинги на «Эдвенчуре», которое было вызвано нарушениями установленного режима питания, пришлось посетить Таити. На Таити в рацион команд было включено большое количество фруктов и таким образом удалось вылечить всех цинготных больных.
После Таити Кук посетил остров Хуахине, на котором ему удалось приобрести около 300 свиней. Несмотря на то, что с островитянами и их вождём были установлены прекрасные отношения, некоторые члены экспедиции подверглись на этом острове нападению злоумышленников. Так, 6 сентября матрос Спарман был ограблен и избит, угрозе нападения подвергся и сам Кук. 7 сентября, перед самым отплытием, к экспедиции присоединился Омай, житель близлежащего острова Ульетеа, куда Кук собирался сразу после Хуахине.
Ульетеа увидели вечером того же дня. На этом острове было куплено столько свиней, что их общее количество, по оценкам Кука, достигло 400 голов. На Ульетеа Кук взял с собой ещё одного островитянина по имени Эдидей.
Следующими островами, где побывал Кук, были Эуа и Тонгатабу, жители которых настолько поразили Кука своим дружелюбием и доверием, что Кук назвал эти острова вместе с третьим островом, находящимся неподалёку, островами Дружбы. Это название, утратившее впоследствии статус официального, употребляется до сих пор.

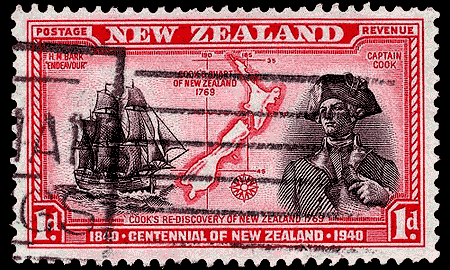
Джеймс Кук на почтовой марке Новой Зеландии, 1940.

У берегов Новой Зеландии, куда Кук отправился после островов Дружбы, корабли попали в шторм и снова разошлись. Переждав шторм в проливе Кука, «Резолюшн» вернулся в залив Шарлотты, условленное место встречи, однако «Эдвенчура» здесь ещё не было. Во время трёхнедельного ожидания англичане стали свидетелями сцен каннибализма среди местных жителей.
Так и не дождавшись «Эдвенчура», Кук двинулся на юг, оставив на берегу записку для капитана Фюрно. В ней Кук обозначил места, которые собирался посетить после возвращения из полярных морей, и предложил Фюрно либо попытаться встретиться, либо вернуться в Англию. «Эдвенчур» пришёл в залив Шарлотты спустя неделю после отплытия Кука. 17 декабря 1773 года произошло чрезвычайное происшествие — восемь матросов во главе с двумя боцманами, направленные на берег за свежими овощами, были убиты и съедены новозеландцами. Капитан Фюрно принял решение (возможно, под впечатлением от произошедшего) возвратиться в Англию. На следующий же день (18 декабря) Фюрно покинул Новую Зеландию и направился в Кейптаун. Пополнив запас продовольствия и оставив Куку записку, Фюрно вернулся в Англию.
Кук же вновь последовал в полярные воды и 21 декабря 1773 года второй раз пересёк Южный полярный круг. 30 января 1774 года, когда «Резолюшн» достиг 71° 10' ю. ш., путь был преграждён сплошным полем пакового льда. Это была самая южная точка, которую удалось достичь Куку за все время его путешествий.
Посетив остров Пасхи (12 марта 1774 года) и Маркизские острова (7 апреля 1774 года), «Резолюшн» 22 апреля 1774 года снова подошёл к берегам Таити. Здесь Кук стал свидетелем подготовки таитян к войне с жителями соседнего острова Муреа. Особенное впечатление на экспедицию произвёл таитянский военный флот, который описывается в журнале Кука следующим образом:

Флот состоял из 160 военных судов и 150 судов, предназначенных для подвоза съестных припасов. Военные суда имели от 40 до 50 футов в длину. Над носовою их частью расположены платформы, где стояли воины в полном вооружении. Гребцы сидели внизу между столбами, поддерживающими платформы, по одному человеку на каждый столб. Таким образом, эти платформы были приспособлены только для боя. Суда для подвоза съестных припасов гораздо меньше и лишены платформ. На больших судах сидело по сорок человек, а на малых — по восемь. Я высчитал, что всего в таитянском флоте занято 7700 человек, но многие офицеры сочли эту цифру преуменьшенной. Все суда были украшены разноцветными флагами и представляли величественное зрелище, какого мы не ожидали увидеть в этих морях. Впереди шел адмиральский корабль, состоящий из двух больших военных судов, соединенных вместе. На нём ехал командующий флотом адмирал Товга, пожилой человек с красивым, мужественным лицом.

После Таити Кук посетил острова Хуахине и Раиатеа, острова Дружбы. На островах Фиджи экспедиция выдержала несколько стычек с аборигенами. На острове Танна (о-ва Фиджи) были пополнены запасы продовольствия.
3 сентября 1774 года была открыта Новая Каледония. 18 октября 1774 года Кук в третий раз встал на якорь в заливе Шарлотты и пробыл там до 10 ноября.
10 ноября 1774 года экспедиция направилась на восток через Тихий океан, достигнув Магелланова пролива 17 декабря. Уже в Атлантическом океане была открыта Южная Георгия, но и на этот раз достичь Антарктиды не удалось.
21 марта 1775 года Кук возвратился в Кейптаун для ремонта, где получил записку, оставленную ему капитаном Фюрно. Из Кейптауна «Резолюшн» направился прямиком в Англию и 30 июля 1775 года вошёл в Спитхед.

#### Результаты второй экспедиции
Был открыт целый ряд островов и архипелагов в Тихом океане и было доказано, что в южных умеренных широтах нет новых сколько-нибудь значительных земель, и, следовательно, продолжать поиски в этом направлении нет смысла.
Хотя настоящий «южный материк» — Антарктида — так и не был открыт, было установлено, что он был бы в любом случае бесполезен для колониальной экспансии.

### Третье плавание (1776—1779 годы)

#### Цели экспедиции
Основная цель, поставленная Адмиралтейством перед третьей экспедицией Кука, — открытие так называемого Северо-Западного прохода — водного пути, пересекающего североамериканский континент и соединяющего Атлантический и Тихий океаны.

#### Состав экспедиции
Экспедиции, как и ранее, было выделено два корабля — флагманский «Резолюшн» (водоизмещение — 462 тонны, 32 пушки), на котором Кук совершил второе путешествие, и «Дискавери» водоизмещением в 350 тонн, имевший 26 пушек. Капитаном на «Резолюшн» был сам Кук, на «Дискавери» — Чарльз Клерк, участвовавший в первых двух экспедициях Кука. Джон Гор, Джеймс Кинг, Джон Уильямсон были на «Резолюшн» соответственно первым, вторым и третьим помощниками капитана. На «Дискавери» первым помощником был Джеймс Берни, вторым — Джон Рикмен. В качестве художника в экспедиции работал Джон Уэббер.

#### Ход экспедиции

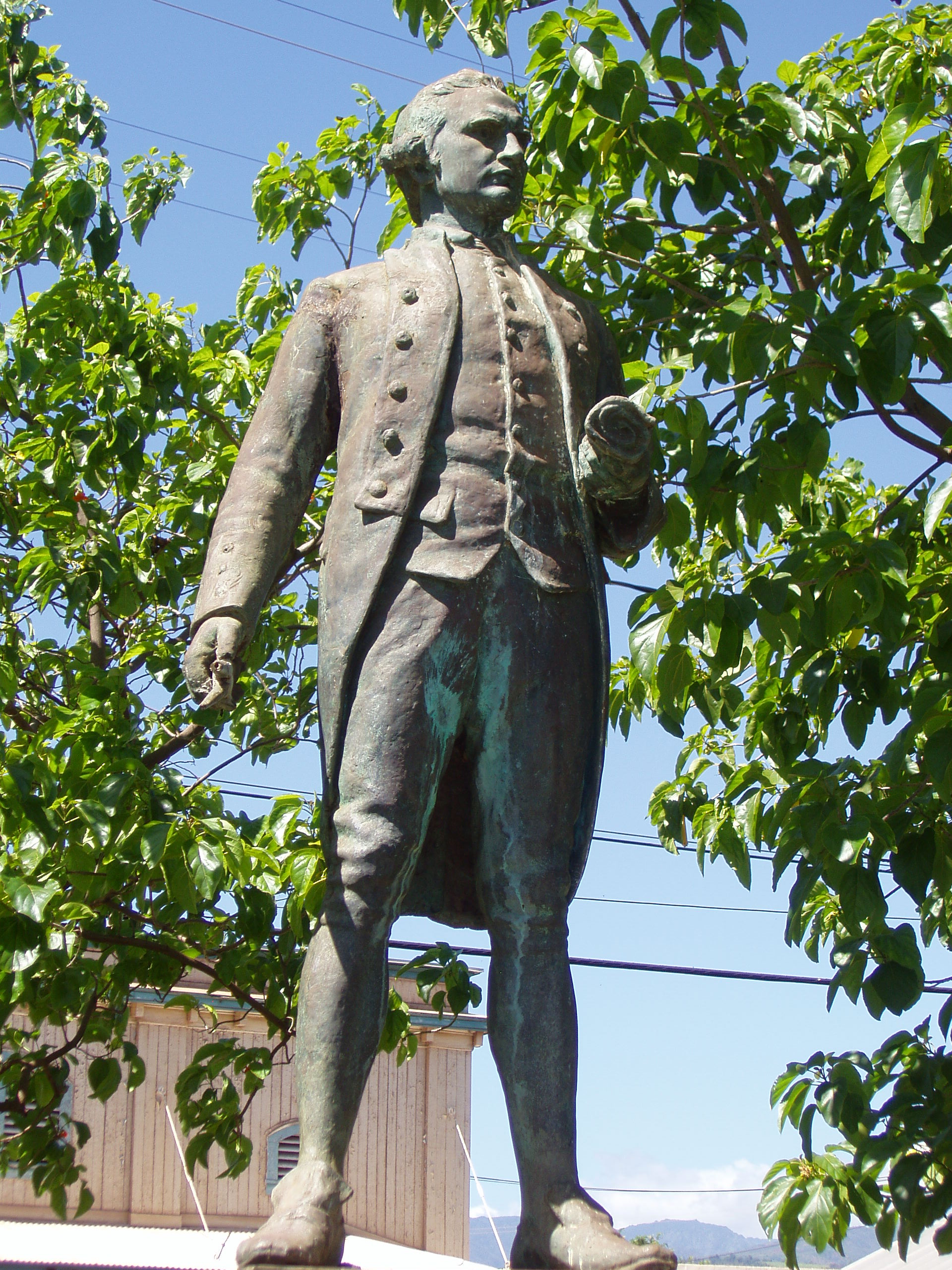
Статуя Джеймса Кука, Ваимиа, о. Кауаи (Гавайские о-ва)

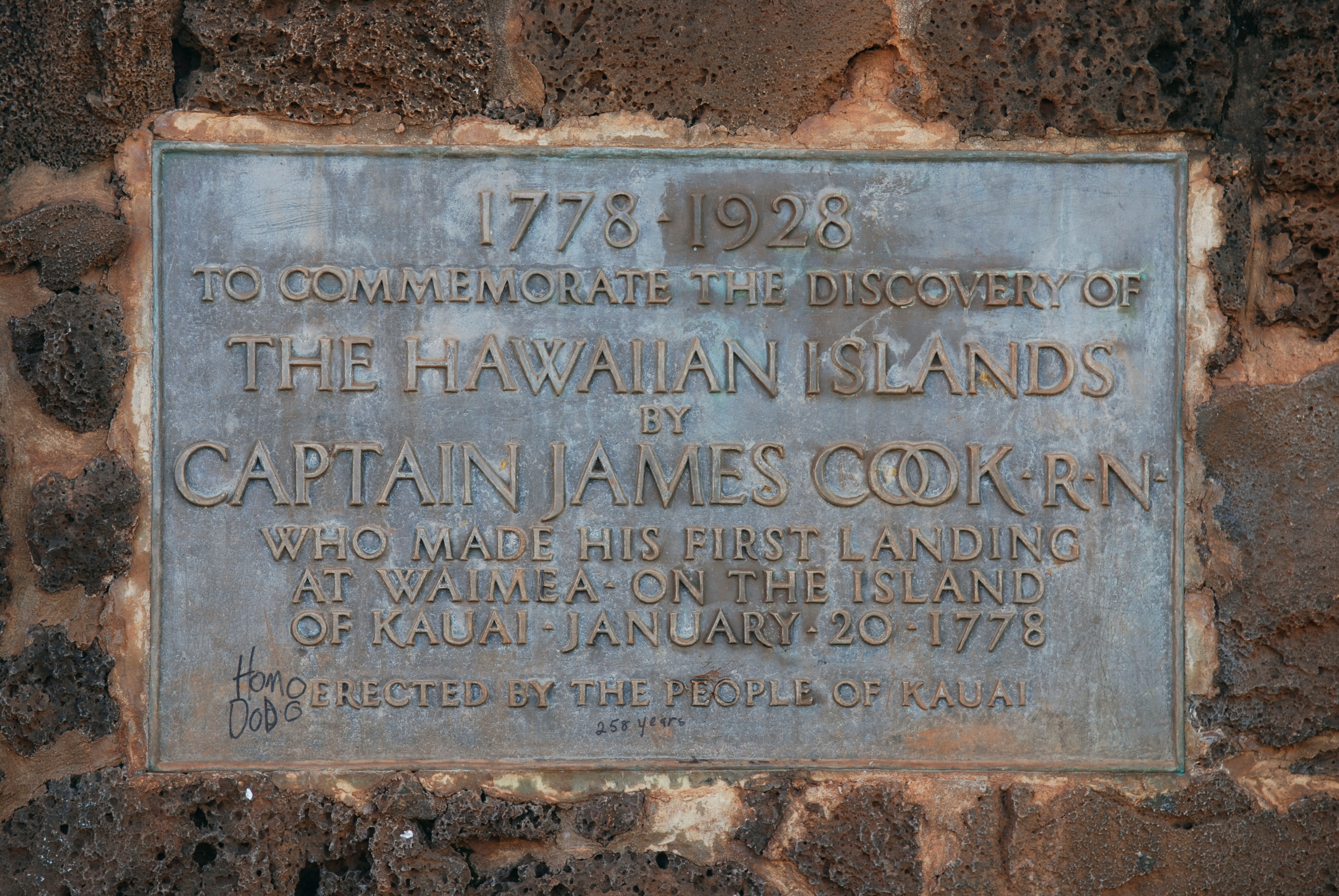
Надпись на обратной стороне мемориала капитана Джеймса Кука, Ваимиа, о. Кауаи (Гавайские о-ва)

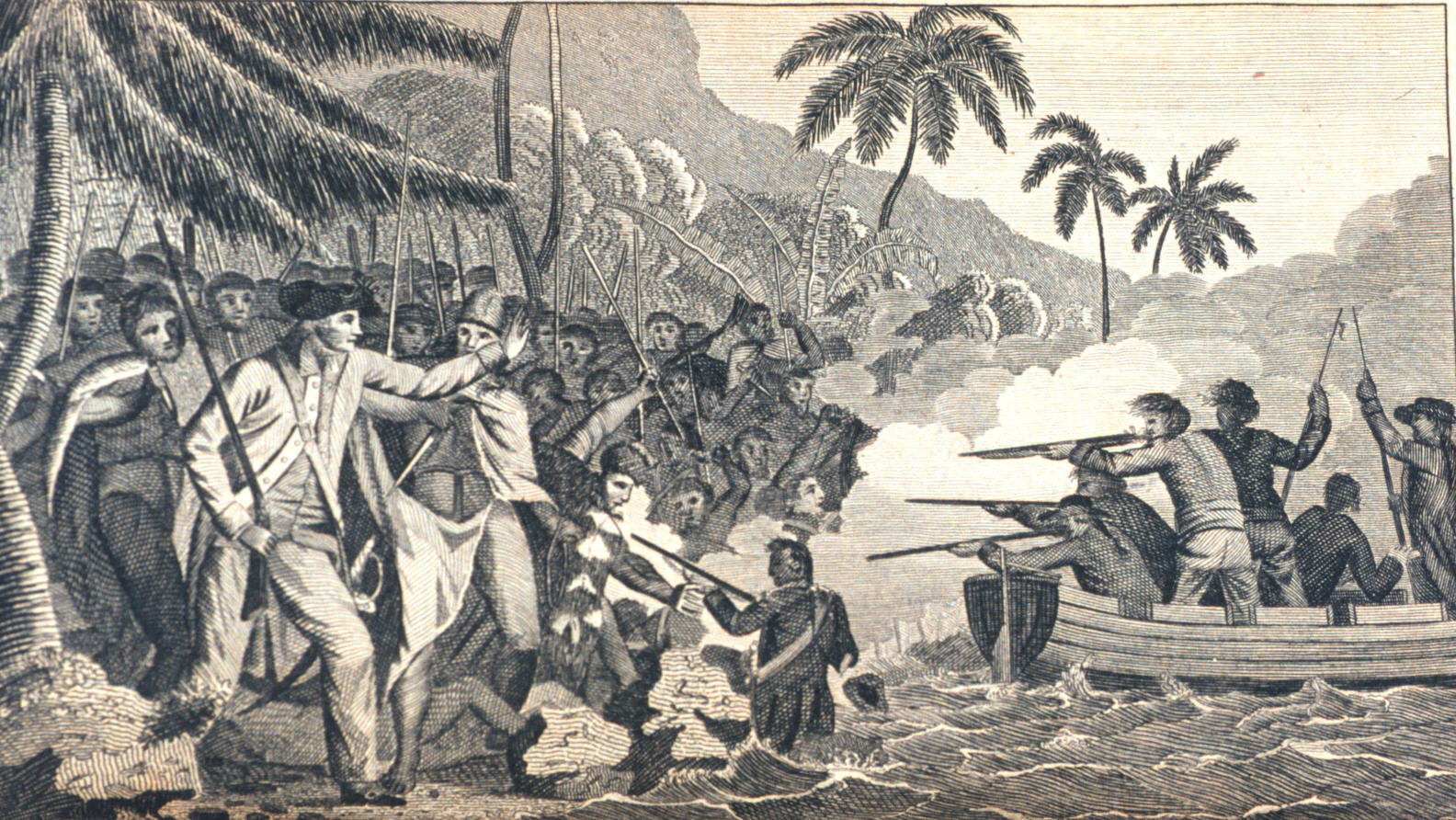
«Гибель капитана Кука». Картина кисти Шона Лайнхэна

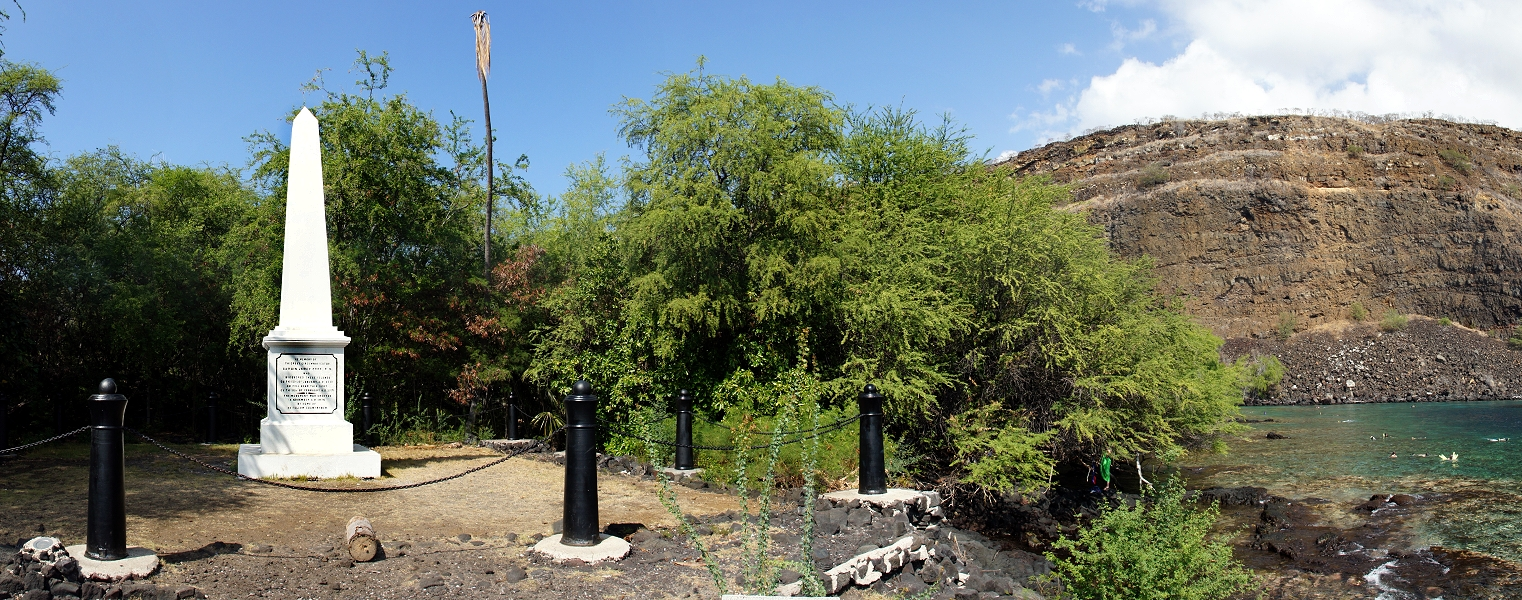
Обелиск на месте убийства Джеймса Кука, Кеалакекуа (бухта)

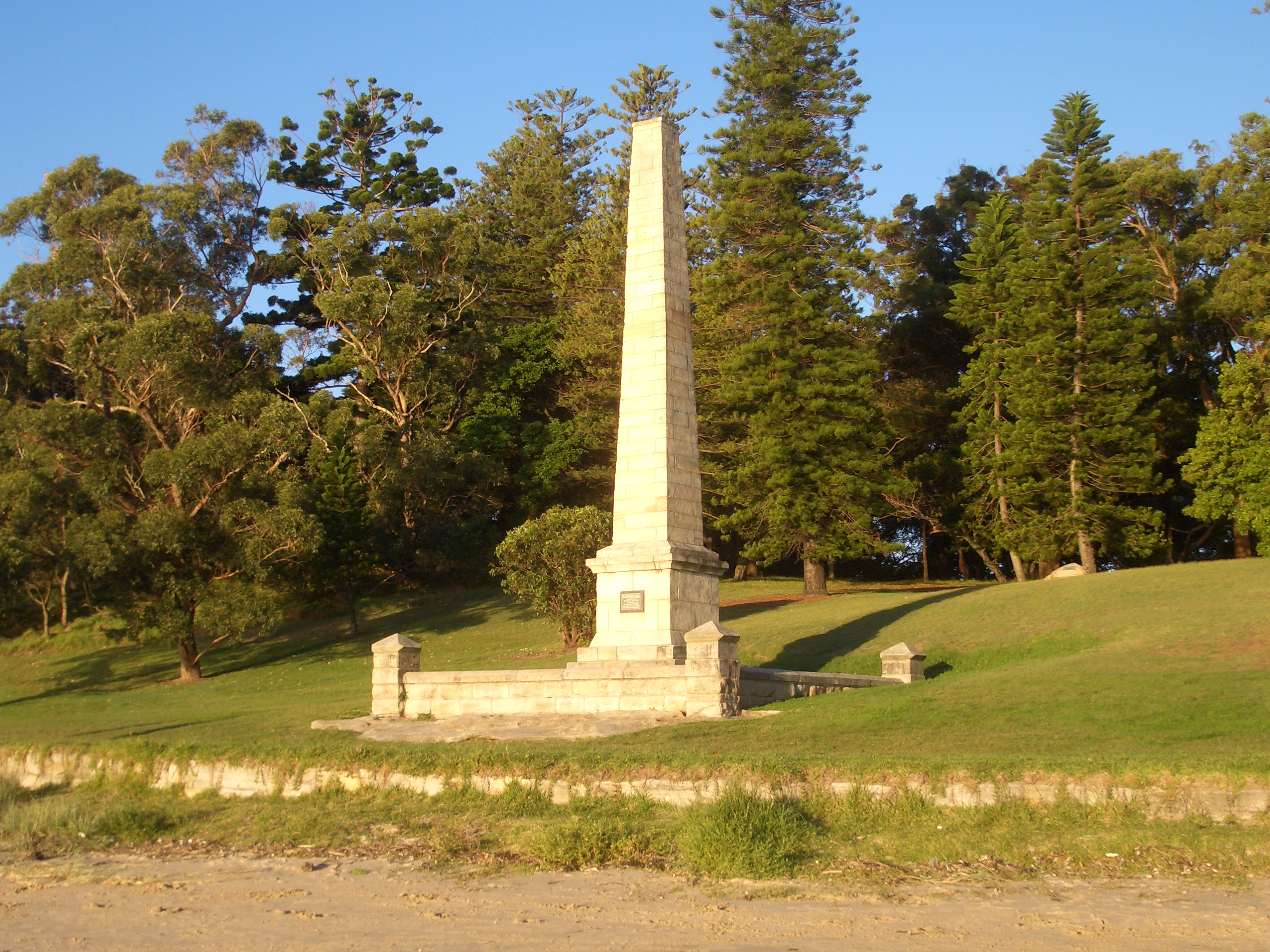
Обелиск, посвящённый Джеймсу Куку, в Карнеле (пригород Сиднея)

Англию корабли покинули порознь: «Резолюшн» вышел из Плимута 12 июля 1776 года, «Дискавери» — 1 августа. По дороге в Кейптаун Кук посетил остров Тенерифе. В Кейптауне, куда Кук прибыл 17 октября, «Резолюшн» был поставлен на ремонт по причине неудовлетворительного состояния бортовой обшивки. «Дискавери», прибывший в Кейптаун 1 ноября, был также отремонтирован.
1 декабря корабли вышли из Кейптауна. 25 декабря посетили остров Кергелен. 26 января 1777 года корабли подошли к Тасмании, где пополнили запасы воды и дров.
Из Новой Зеландии корабли отправились на Таити, однако из-за встречных ветров Кук был вынужден изменить курс и посетить сначала острова Дружбы. На Таити Кук прибыл 12 августа 1777 года.
7 декабря 1777 года корабли двинулись в Северное полушарие, экватор пересекли 22 декабря. Через два дня, 24 декабря, был открыт остров Рождества. Находясь на этом острове, экспедиция наблюдала солнечное затмение.
18 января 1778 года были открыты Гавайские острова, названные Куком «Сандвичевыми», по имени одного из лордов Адмиралтейства. Это название употреблялось до середины XX века.
На Гавайях экспедиция пробыла до 2 февраля, восстанавливая силы и готовясь к плаванию в северных широтах, затем двинулась на северо-восток, к западному побережью Северной Америки. На этом пути корабли попали в шторм и получили частичные повреждения («Резолюшн», в частности, потерял бизань-мачту).
30 марта 1778 года корабли стали на ремонт в протяжённом и узком заливе Нутка (англ. Nootka Sound), вдающемся со стороны Тихого океана в остров Ванкувер.
26 апреля, закончив ремонт, они вышли из залива Нутка и направились вдоль североамериканского побережья на север. У берегов Аляски, однако, снова пришлось сделать остановку для ремонта, так как «Резолюшн» сильно протекал.
В начале августа корабли прошли через Берингов пролив, пересекли Северный полярный круг и вошли в Чукотское море. Здесь они натолкнулись на сплошное ледяное поле. Продолжать дорогу на север было невозможно, приближалась зима, поэтому Кук развернул корабли, намереваясь провести зиму в более южных широтах.
2 октября 1778 года Кук достиг Алеутских островов, где он встретил русских промышленников, которые предоставили ему свою карту, составленную экспедицией Беринга. Русская карта оказалась значительно полнее карты Кука: она содержала неизвестные Куку острова, а очертания многих земель, нанесённые у Кука лишь приблизительно, были отображены на ней с высокой точностью и подробностью. Известно, что Кук перерисовал эту карту и назвал пролив, разделяющий Азию и Америку, именем Беринга.
24 октября 1778 года корабли покинули Алеутские острова и 26 ноября достигли Гавайских островов, однако подходящая стоянка для кораблей была найдена только 16 января 1779 года. Жители островов — гавайцы — сосредоточились вокруг кораблей в большом количестве; Кук в своих записях оценивал их число в несколько тысяч. Позднее стало известно, что высокий интерес и особенное отношение островитян к экспедиции объяснялись тем, что они приняли Кука за одного из своих богов. Хорошие отношения, установившиеся поначалу между членами экспедиции и гавайцами, начали, однако, быстро портиться; с каждым днём количество хищений, совершаемых гавайцами, возрастало, а стычки, возникавшие из-за попыток вернуть украденное, становились всё горячее.
Чувствуя, что обстановка накаляется, Кук 4 февраля покинул залив, однако начавшийся вскоре шторм нанёс большой ущерб такелажу «Резолюшн», и 10 февраля корабли были вынуждены вернуться для ремонта (другой якорной стоянки поблизости не было). Паруса и части такелажа свезли на берег для ремонта. Отношение гавайцев к экспедиции стало тем временем откровенно враждебным. В окрỳге появилось много вооружённых людей. Число краж увеличилось. 13 февраля с палубы «Резолюшн» были украдены клещи. Попытка их вернуть оказалась неудачной и закончилась открытым столкновением.
На следующий день, 14 февраля, был украден баркас с «Резолюшн». Для того, чтобы вернуть украденное имущество, Кук решил взять на борт в качестве заложника Каланиопу, одного из местных вождей. Высадившись на берег с группой вооружённых людей, состоявшей из десяти морских пехотинцев во главе с лейтенантом Филипсом, он прошёл к жилищу вождя и пригласил его на корабль. Приняв предложение, Каланиопа последовал за англичанами, однако у самого берега отказался следовать дальше, предположительно, поддавшись уговорам жены.
Тем временем на берегу собралось несколько тысяч гавайцев, которые окружили Кука и его людей, оттеснив их к самой воде. Среди них разнёсся слух, что англичане убили нескольких гавайцев (в дневниках капитана Клерка упомянут один туземец, убитый людьми лейтенанта Рикмена незадолго до описываемых событий), и эти слухи, а также не вполне однозначное поведение Кука, подтолкнули толпу к началу враждебных действий. В начавшейся схватке сам Кук и четверо матросов погибли, остальным удалось отступить на корабль. Есть несколько противоречивых свидетельств очевидцев тех событий, и по ним сложно судить о том, что же произошло на самом деле. С достаточной степенью достоверности можно лишь сказать, что среди англичан началась паника, команда стала беспорядочно отступать к шлюпкам, и в этой суматохе Кук был убит гавайцами (предположительно ударом копья в затылок).
Из дневника лейтенанта Кинга:

«Увидев, что Кук упал, гавайцы издали победоносный вопль. Тело его тут же втащили на берег, и окружавшая его толпа, жадно выхватывая кинжал друг у друга, принялась наносить ему множество ран, так как каждый хотел принять участие в его уничтожении».

Таким образом, вечером 14 февраля 1779 года 50-летний капитан Джеймс Кук был убит жителями Гавайских островов. Капитан Клерк в своём дневнике утверждает, что если бы Кук отказался от вызывающего поведения перед лицом многотысячной толпы, убийства удалось бы избежать:

Рассматривая всё это дело в целом, я твёрдо уверен, что оно не было бы доведено до крайности туземцами, если бы капитан Кук не предпринял попытку наказать человека, окружённого толпой островитян, всецело полагаясь на то, что в случае необходимости солдаты морской пехоты смогут огнём из мушкетов рассеять туземцев. Подобное мнение, несомненно, основывалось на большом опыте общения с различными индейскими народностями в различных частях света, но злосчастные сегодняшние события показали, что в данном случае это мнение оказалось ошибочным.
Имеются веские основания, позволяющие предположить, что туземцы не зашли бы так далеко, если бы, к несчастью, капитан Кук не выстрелил по ним: за несколько минут до этого они начали расчищать путь для солдат, с тем чтобы последние могли добраться до того места на берегу, против которого стояли шлюпки (я уже об этом упоминал), таким образом давая капитану Куку возможность уйти от них.

По словам лейтенанта Филипса, гавайцы не собирались препятствовать возвращению англичан на корабль и тем более нападать, а многочисленность собравшейся толпы объяснялась их беспокойством за судьбу короля (небезосновательным, если иметь в виду ту цель, с которой Кук приглашал Каланиопу на корабль).
После смерти Кука должность начальника экспедиции перешла к капитану «Дискавери» Чарльзу Клерку. Клерк пытался добиться выдачи тела Кука мирным путём. Потерпев неудачу, он распорядился провести военную операцию, в ходе которой высадившийся под прикрытием пушек десант захватил и сжёг дотла прибрежные поселения и отбросил гавайцев в горы. После этого гавайцы доставили на «Резолюшн» корзину с десятью фунтами мяса и человеческую голову без нижней челюсти. 22 февраля 1779 года останки Кука были захоронены в море. В своём дневнике о последнем путешествии капитана Кука морской пехотинец Джон Ледьярд подробно описывает гибель коммодора и последующие события, связанные с его останками, включая церемониальный каннибализм. В заливе у берегов Гавайев были захоронены оскальпированная голова Кука без нижней челюсти, обожжённые кости конечностей и кисти рук, в которые была втёрта соль. В Англию корабли вернулись 7 октября 1780 года.
Клерк привёл корабли в Петропавловск-Камчатский, где экспедиция встретила поразивший англичан по своей теплоте приём, которого в этих «диких краях» они совершенно не ожидали. После короткого ремонта и пополнения провизии Клерк продолжил исследования, корабли преодолели Берингов пролив и вышли в Чукотское море, но там получили во льдах сильные повреждения и найти северо-западный проход не смогли. После вторичного захода на Камчатку, где был похоронен умерший Клерк, и ремонта кораблей экспедиция ушла на родину.

#### Результаты третьей экспедиции
Основная цель экспедиции — открытие Северо-Западного прохода — не была достигнута. Были открыты Гавайские острова, остров Рождества и некоторые другие острова.

## Память

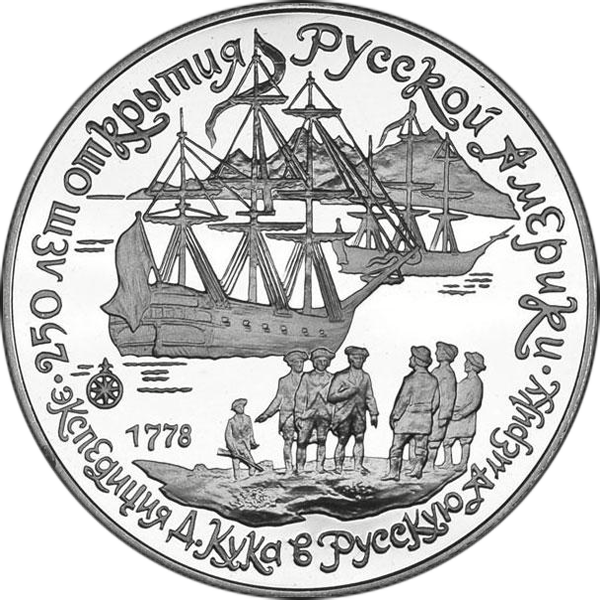
Монета «250 лет открытия Русской Америки: Экспедиция Д. Кука в Русскую Америку», 3 рубля, 1990, серебро 900, реверс

- Кроме пролива, в честь путешественника был назван архипелаг в Тихом океане; название архипелаг получил от русского мореплавателя Ивана Крузенштерна, поскольку сам Кук пребывал на островах Южной группы в период с 1773 по 1775 год.
- Именем знаменитого английского путешественника названа высочайшая вершина Новой Зеландии — гора Кука (маорийское название — Аораки) в новозеландских Южных Альпах, находящаяся в западной части Южного острова.
- В честь «Индевора» — первого корабля, которым командовал Джеймс Кук, — был назван командный модуль космического корабля Аполлон-15. В ходе его полёта была осуществлена четвёртая высадка людей на Луну. Такое же название получил и один из «космических челноков».
- По поводу популярного мифа, связанного со смертью Джеймса Кука, Владимир Высоцкий в 1971 году написал шуточную песню «Одна научная загадка, или почему аборигены съели Кука», в которой ошибочно упоминается Австралия.
- В 1935 году Международный астрономический союз присвоил имя Джеймса Кука кратеру на видимой стороне Луны.
- В 1990 году Банк СССР выпустил памятную монету «250 лет открытия Русской Америки: Экспедиция Д. Кука в Русскую Америку», 3 рубля, 1990, серебро 900.
- Вождь войны - персонажи фильма регулярно вспоминают покойного капита Кука.